# メディアエンターテイメント
株式会社メディアエンターテイメント (MEDIA ENTERTAINMENT INC.) は、かつて存在していたゲームソフト制作会社。

## 概要
日本テレネット出身の小川史生により、1993年に有限会社として設立された。1995年には株式会社に改組してPlayStation用のパチスロシミュレータが中心だったが、『焼肉奉行』をはじめとしたグルメアクションゲームなどもリリースしていた。
2003年8月14日発売の『焼肉奉行 ボンファイア!』でPlayStation 2に参入するも、これが最後のゲーム作品となった。
グルメアクションゲームの権利はジー・モードに移っており、携帯電話ゲームに移植されているほか、2009年12月から2012年8月までゲームアーカイブスでPlayStation版がハムスターより配信されていた。

## 主なソフト
- パチスロ帝王シリーズ
- グルメシリーズ
  - 焼肉奉行
  - 満福!!鍋家族
  - やきとり娘〜スゴ腕繁盛記〜
  - 焼肉奉行 ボンファイア!
- キュイーン
- コワイシャシン 〜心霊写真奇譚〜
- コロコロポストニン